# Heppnerographa
Heppnerographa là một chi bướm đêm thuộc họ Tortricidae.

## Các loài
- Heppnerographa arammclaina  Razowski, 1987
- Heppnerographa ardea  Razowski & Becker, 1999
- Heppnerographa bathychtra  Razowski & Pelz, 2005
- Heppnerographa brasiliana  Razowski & Becker, 1999
- Heppnerographa carchiana  Razowski & Becker, 1999
- Heppnerographa chrysotona  Razowski & Pelz, 2005
- Heppnerographa circinnata  Razowski & Wojtusiak, 2006
- Heppnerographa ecuatorica  Razowski & Becker, 1999
- Heppnerographa grapholithana  Razowski & Pelz, 2005
- Heppnerographa lapilla  Razowski & Becker, 1999
- Heppnerographa longibarba  Razowski & Pelz, 2005
- Heppnerographa monotana  Razowski & Pelz, 2005
- Heppnerographa podocarpi  Razowski & Pelz, 2005
- Heppnerographa tricesimana  Zeller, 1877
- Heppnerographa usitica  Razowski & Pelz, 2005